# 8"/50 морська гармата
Морська́ гарма́та 203 мм/50 зразка́ 1905 ро́ку — 203-міліметрова морська гармата, що використовувалася переважно на кораблях російського імператорського флоту, а згодом на кораблях військово-морського флоту СРСР. Розроблена британською компанією Vickers Limited, експортувалася в роки перед Першою світовою війною.
Після Жовтневого перевороту гармати зі списаних кораблів використовувалися у береговій охороні, як залізнична артилерія та на корабельних річкових моніторах під час Громадянської війни в Росії.

## Історія
Гармата розраблялася британською компанією Vickers Limited та експортувалися під назвами Mk-B та Mk-C для Російської імперії. Сама Британія не використовувала таку зброю, оскільки її флот був стандартизованим під 7,5-дюймові (190-міліметрові) гармати.
Гармата зразка 1905 року також вироблялася за ліцензією на Обухівському державному заводі в Санкт-Петербурзі.
203-міліметровою артилерією озброювали панцерники, річкові монітори та лінійні кораблі-дредноути російського імператорського флоту, а згодом флоту Радянського Союзу, збудовані або переобладнані в період з 1905 по 1930 роки.